# Cyanidolyckan vid Baia Mare
Cyanidolyckan vid Baia Mare var ett läckage av cyanid nära Baia Mare i norra Rumänien den 30 januari 2000. Läckaget ägde rum från en cyanidinnehållande damm till floden Someș och det förgiftade vattnet fortsatte vidare till floden Tisza och därefter till Donau, varvid ett stort antal fiskar dog i framför allt Ungern och Jugoslavien. Utsläppet har kallats den värsta miljökatastrofen i Europa sedan Tjernobylolyckan.

## Bakgrund
Gruvföretaget Aurul är ett bolag bildat i samarbete (samriskföretag) mellan det australiensiska företaget Esmeralda Exploration och den rumänska staten. Företaget hade uppgett att det hade möjlighet att ta hand om den giftinnehållande slaggen från guldutvinning, slagg som börjat sprida sig för vinden som giftigt damm. Företaget utlovade att det skulle ta hand om slaggen och samtidigt extrahera kvarvarande guld från denna genom processen guldcyanidering. Företaget fraktade därvid slaggprodukterna till en damm nära Bozinta Mare i Maramureş län.

## Olyckan
Natten till 30 januari 2000 brast en cyanidinnehållande damm, varvid 100 000 kubikmeter förorenat vatten (innehållande en uppskattad cyanidmängd om 100 ton) rann ut över närliggande fält och vidare ner i floden Someș. Esmeralda Exploration skyllde omfattande snöfall som orsak till olyckan. 

## Effekter
Efter läckaget hade floden Someș cyanidkoncentrationer på över 700 gånger de tillåtna värdena. Someș utmynnar i Tisza, Ungerns näst största flod, vilken i sin tur utmynnar i Donau. Giftläckaget kontaminerade dricksvattentäkterna för över 2,5 miljoner ungrare. Förutom cyanid sköljdes även tungmetaller ner i floden, vilket haft en långvarigt negativ effekt på miljön. 
Naturlivet blev särskilt påverkat utmed floden Tisza. Längs en sträcka av floden dog i stort sett allt liv, och längre söderut i den serbiska delen av floden dog 80 % av de vattenlevande organismerna. 
Över 1 400 ton fisk uppges ha dött till följd av olyckan. Stora mängder fisk dog på grund av giftigheten av cyanid i vattnet, vilket påverkade 62 fiskarter varav 20 skyddade arter. Den rumänska regeringen menade att fisken dött av kyla och att man inte var skyldig. I Ungern deltog volontärer i arbetet med att avlägsna den döda fisken för att förebygga spridning i näringskedjan, eftersom andra djur, bland annat rävar, uttrar och fiskgjusar, hade dött efter att ha ätit kontaminerad fisk. Efter att cyaniden nått Donau blev giftet mer utspätt på grund av den stora vattenvolymen, men längs vissa flodavsnitt var halterna ändå så höga som 20−50 gånger den maximalt tillåtna. 
Två år efter olyckan började ekosystemet återhämta sig, men det var ännu långt från i samma skick som före olyckan. Fiskare i Ungern uppgav att deras fångster 2002 bara var en femtedel av vad de varit tidigare. 

## Efterföljande utsläpp
Fem veckor senare drabbades regionen av ett nytt läckage av kontaminerat vatten, denna gång innehållande tungmetaller. En vall brast i Baia Borşa i Maramureş län, varvid 20 000 kubikmeter vatten innehållande zink, bly och koppar rann ut, för att sedan nå Tisza.

## Reaktioner
Brett Montgomery, gruvbolaget Esmeraldas ordförande, förnekade ansvar och menade att skadorna av utsläppet varit "flagrant överdrivna", samt att fisken dött i sådana mängder på grund av syrebrist till följd av att floden frusit. 
En talesman för bolaget påstod senare att mediarapporter från Ungern och Serbien är politiskt motiverade och att fisken dött av utsläpp från industrier längs Tisza, på grund av dynamit som använts för att bryta upp isproppar, eller helt enkelt på grund av avloppsutsläppen i floden.
Den ungerska regeringen kallade lagringen av cyanid intill en flod för "vansinne" och framhöll att väderförhållandena inte var exceptionella. En EU-rapport om olyckan utpekade konstruktionsfel vid gruvan som orsak. 
Vid mitten av februari 2000, när utsläppet nått fram till den rumänska delen av Donau, förbjöd Rumäniens regering under en period fiske samt användning av flodvattnet för dricksvattenändamål.